# Каргопољ
Каргопољ (рус. Каргополь) град је у Русији у Архангелској области. Према попису становништва из 2010. у граду је живело 10214 становника.

## Становништво
| 1939. | 1959. | 1970.  | 1979.  | 1989.  | 2002.  | 2010.  |
| ----- | ----- | ------ | ------ | ------ | ------ | ------ |
| 6.300 | 8.650 | 11.427 | 10.749 | 12.495 | 11.192 | 10.214 |